# Ragbi klub Makarska Rivijera
Il Ragbi Klub Makarska Rivijera o RK Makarska Rivijera è un club croato di rugby a 15 di Macarsca fondato nel 1968 sotto il nome di "Metalplastika".
Successivamente fu chiamata "Ergoinvest" per poi prendere la denominazione attuale.

## Palmarès
- Campionati croati: 2
1997-98, 2001-02
- Coppe di Croazia: 3
1997, 2001, 2006